# Мазепина могила (курган)
Мазе́пина моги́ла (укр. Мазепина могила) — курган, расположенный возле сёл Мазепинцы и Андреевка Киевской области. Именно здесь были казнены и захоронены казаки, поддержавшие гетмана Ивана Мазепу в его борьбе против Петра I. По преданиям, здесь похоронены также казаки, затоптанные польской конницей в усадьбе гетмана Мазепы. По результатам обследования Киевской областной археологической экспедиции в 1987 году, курган был признан выдающимся надмогильным и ритуальным сооружением. Курган имеет следы раскопок «чёрных» археологов.

## Установка креста на кургане
В 2008 году, по инициативе генерального директора Белоцерковского домостроительного комбината (ДСК), заслуженного строителя Украины, генерала Украинского казачества Андрея Дрофы, на кургане был установлен 6-метровый крест, весом около трёх тонн. На кресте изображён герб гетмана Мазепы и казацкая символика.
В церемонии освящения креста, которую провёл священник парафии Святого Николая Чудотворца Андрей Банах, принял участие Президент Украины Виктор Ющенко. После этого Президент и другие участники церемонии посадили возле кургана калину.